# ジュリアーノ・プレパラータ・メダル
ジュリアーノ・プレパラータ・メダル（ Giuliano Preparata Medal）は、国際常温核融合学会より、常温核融合研究の進展に貢献の高い研究者に贈呈される国際的な賞である。
イタリアの理論物理学者で、常温核融合研究に貢献の高いジュリアーノ・プレパラータ（Giuliano Preparata）を記念する賞である。近年、ジュリアーノ・プレパラータ・メダルの授賞式は、国際常温核融合会議において国際常温核融合学会賞として、行われている。

## ジュリアーノ・プレパラータ
ジュリアーノ・プレパラータ（Giuliano Preparata）は、イタリアの理論物理学者である。1942年にイタリアのパドバに生まれる。常温核融合分野の研究のパイオニアの一人である。1964年に、博士課程を修了しフィレンツェ大学で教授となる。その後、アメリカに移り、1967年よりプリンストン大学、ハーバード大学、ニューヨーク大学（NYU）等の大学で教鞭をとる。その間、アメリカのソルトレイクシティー国家常温核融合研究所の活動と成果に大きく貢献し、またスイスのジュネーブに本拠地を置く世界最大規模の素粒子物理学の研究所である、欧州原子核研究機構（CERN）にも研究者の一人として貢献した。その後、1980年以降イタリアに戻り、2000年に他界するまで、ミラノ大学において高エネルギー核物理部門の座長を務めると同時に、イタリア政府の研究機関であるENEA（National agency for new technologies, Energy and sustainable economic development)において、常温核融合分野の研究の進展に多大な貢献をもたらした。

## 経緯
ジュリアーノ・プレパラータが、2000年4月に他界した後、氏の功績を記念する賞の設立が提案された。それを受けて、2003年にイタリアのアスティ財団より複数の銀製のメダルが製作された。その後、2004年にアスティ財団より国際常温核融合学会に寄贈され、常温核融合分野の研究の進展に国際的な大きく貢献した科学者に送られる賞となった。そして、2004年3月にイタリアのアスティで行われた第5回国際常温核融合会議において、初めて送られることとなった。賞の管理と受賞者の選出は英国に本部を置く国際常温核融合学会、ジュリアーノ・プレパラータ・メダル委員会によって行われている。

## 受賞者一覧[1]
| 年月       | 受賞者 | 受賞地                                                |
| ---------- | --- | ----------------------------------------------------- |
| 2004年3月  | 水野忠彦 (日本)、 岩村康弘 (日本)、アントネラ・デ・ニーノ Antonella De Ninno (イタリア)                                                                   |                                                       |
| 2004年11月 | ピーター・ヘーゲルスタイン Peter Hagelstein (アメリカ) | 第11回 国際常温核融合会議 (フランス、マルセーユ）     |
| 2005年11月 | 荒田吉明 (日本)、エドモンド・ストームズ Edmund Storms (アメリカ)、シュンジョン・リー Xingzhong Li (中国)、マイケル・マキュブレ Michael McKubre (アメリカ) | 第12回 国際常温核融合会議（日本、横浜）               |
| 2006年9月  | 北村晃(日本) | イタリア、アスティ                                    |
| 2007年6月  | アレキサンダー・カラブト Alexander Karabut (ロシア)、アンドレイ・リプソン Andrei Lipson (ロシア)                                                          | 第13回 国際常温核融合会議（ロシア、ソチ）             |
| 2007年10月 | ジョージ・マイリー George Miley (アメリカ) | イタリア、カターニャ                                  |
| 2008年8月  | アービン・ダーディック Irving Dardik (アメリカ) | 第14回 国際常温核融合会議（アメリカ、ワシントンD.C.） |
| 2012年8月  | ジョン・ボクリス John Bockris (アメリカ) | 第17回 国際常温核融合会議（韓国、大田）               |
| 2014年7月  | パメラ・ボス Pamela Boss (アメリカ) | 第18回 国際常温核融合会議（アメリカ、コロンビア）     |
| 2015年4月  | ジャン・ポール・ビベリアン Jean Paul Biberian (フランス)                                                                                                  | 第19回 国際常温核融合会議（イタリア、パドバ）         |